# Yahşı Han Bey
Yashki Beg o Yashki Khan (modern Yahşı Han, Yahşı Bey o Yahşı Han Bey o Beg) fou emir o beg de la dinastia dels Karaman-oğhlu. Les fonts coincideixen en fer-ne el successor de Bedreddin Mahmud Bey, probablement el 1307/1308.
Inicialment va governar a Ermenek però al cap d'un temps es va apoderar de Konya on va enderrocar als Akhis que governaven per mitjà d'Akhi Mustafa. Aquest fet s'ha situat (amb dubtes) vers l'abril o maig del 1314. Després d'aquest fet els il-kànides van enviar a Anatòlia a Amir Coban (vers 1315).
Timurtash, fill de Coban fou nomenat governador a Konya suposadament el 1315 o 1316 (de fet se sap que Timurtash va rebre el govern el 1319 però potser ja l'exercia d'abans). Alâeddin Halil Mirza Bey (Khalil Beg) que era governador de Beyshehri, amb el suport del seu nebot Fahreddin Ahmed Bey governador de Konya, va atacar a Yahşı Han Bey i el va matar en combat vers el 1342 o 1343. Així Khalil Beg va passar a governar Beyshehri i Ermenek.